# 追伸
追伸（ついしん）とは、手紙などの最後に、付け加える形で足された文章のこと。二伸。英語のpostscriptの頭文字からP.S.またはPS（「P.S」は間違い）とも書く。
通常、手紙の末尾、宛先・差出人名が書かれたさらに後に、「追伸」「追」「P.S.」「PS」を行頭に置く。さらに追伸する場合は、「追追伸」「P.P.S.」「PPS」と行頭に記述する。
手書きによる手紙では、書き忘れた文を本文内に挿入することができない。そのため、最初から書き直すのも大変なので、よく使われる便利な言葉である。電子メールは書き直しが可能なため、本来は使用する必要はないが、それまでの話題を変えるための語、一呼吸置くための語と解釈している人もいる。